# 訃報 1978年10月
訃報 1978年10月（ふほう 1978ねん10がつ）では、1978年（昭和53年）10月中に物故した、又は物故が報じられた人物についてまとめる。

## （1日 - 15日）

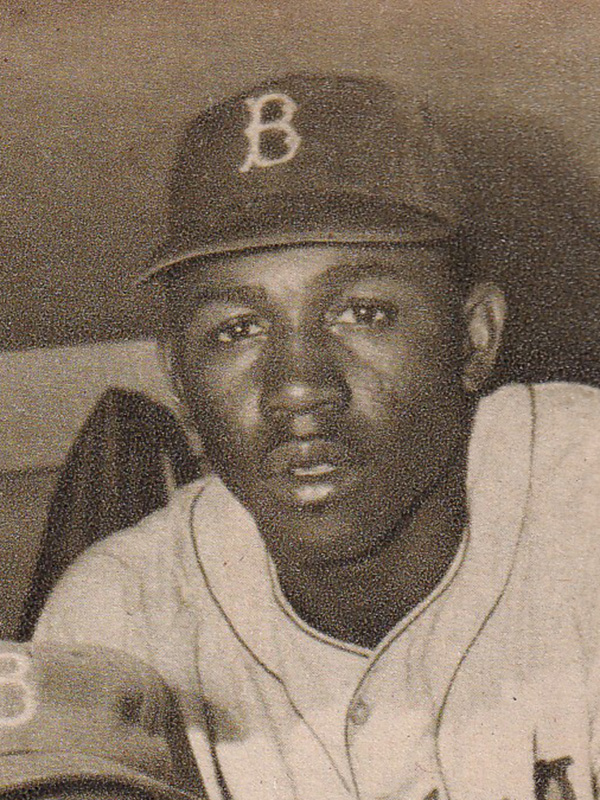
ジム・ギリアム／10月8日没

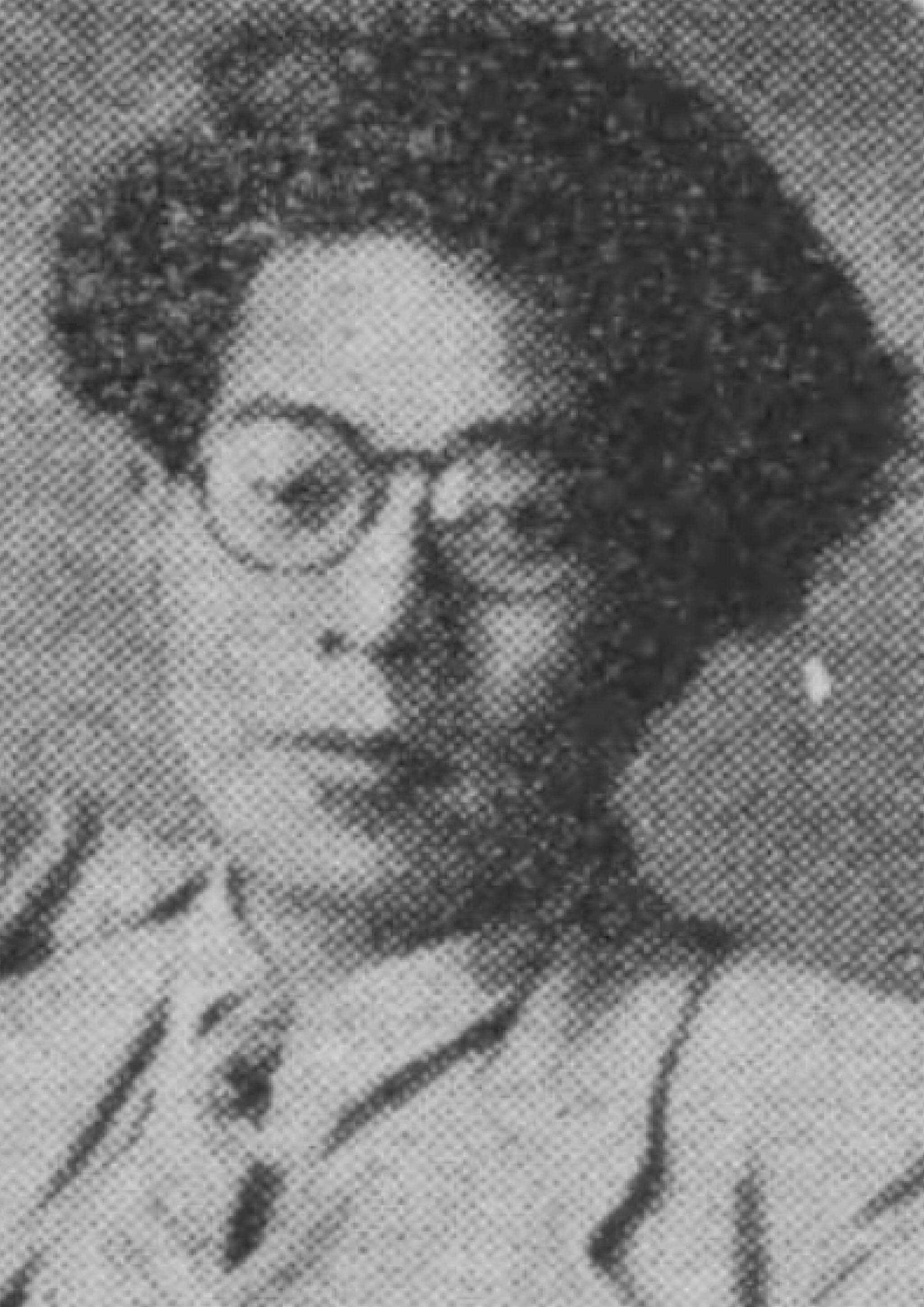
渋田黎明花／10月10日没

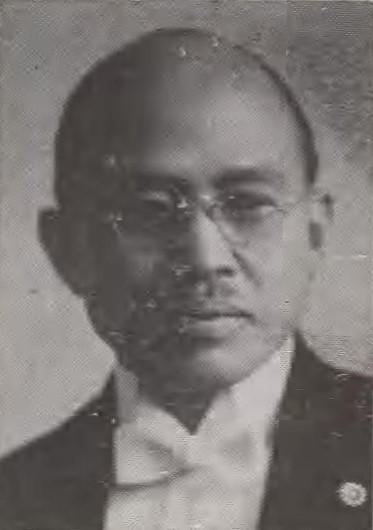
中山福蔵／10月13日没

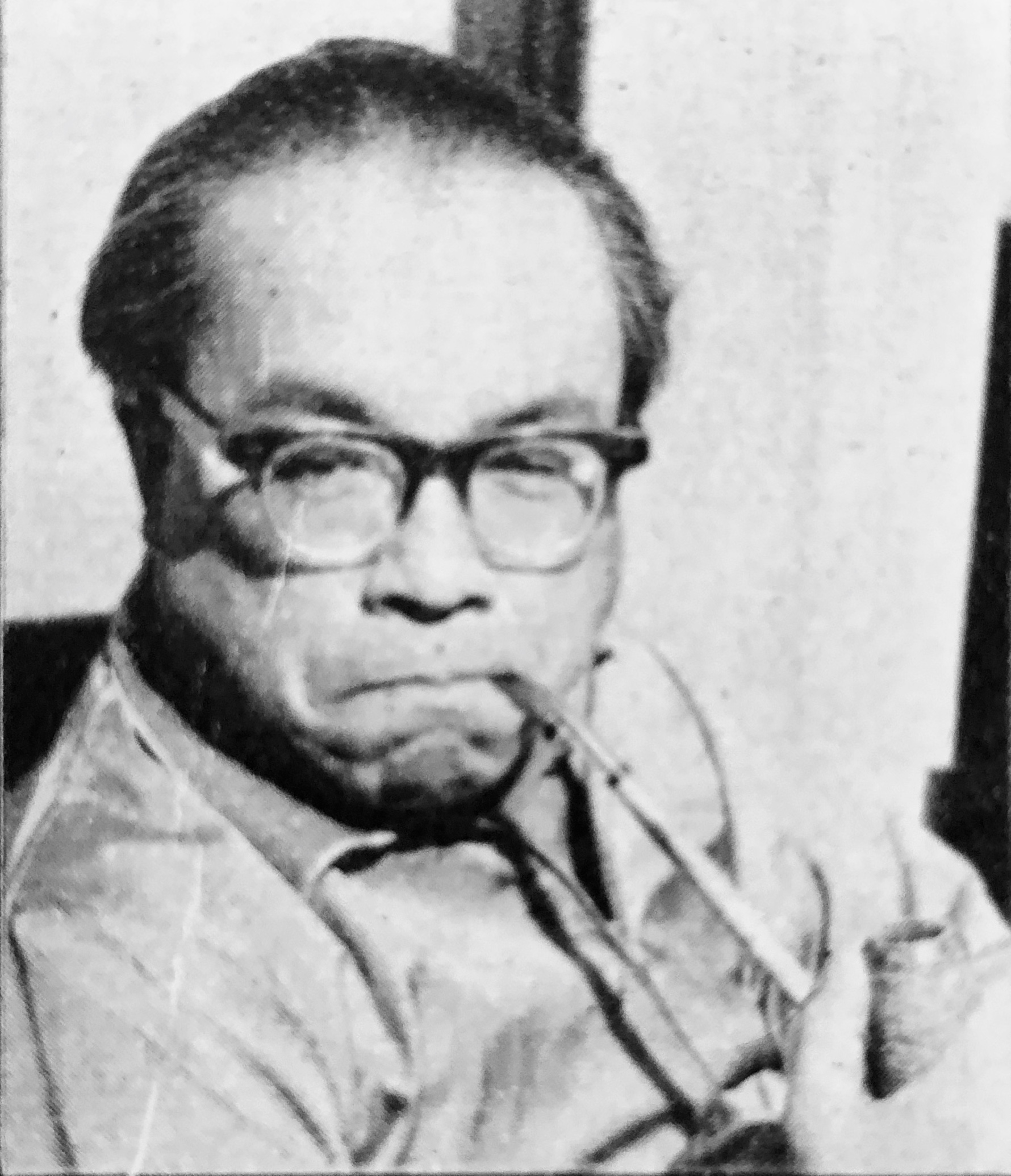
玉川一郎／10月15日没

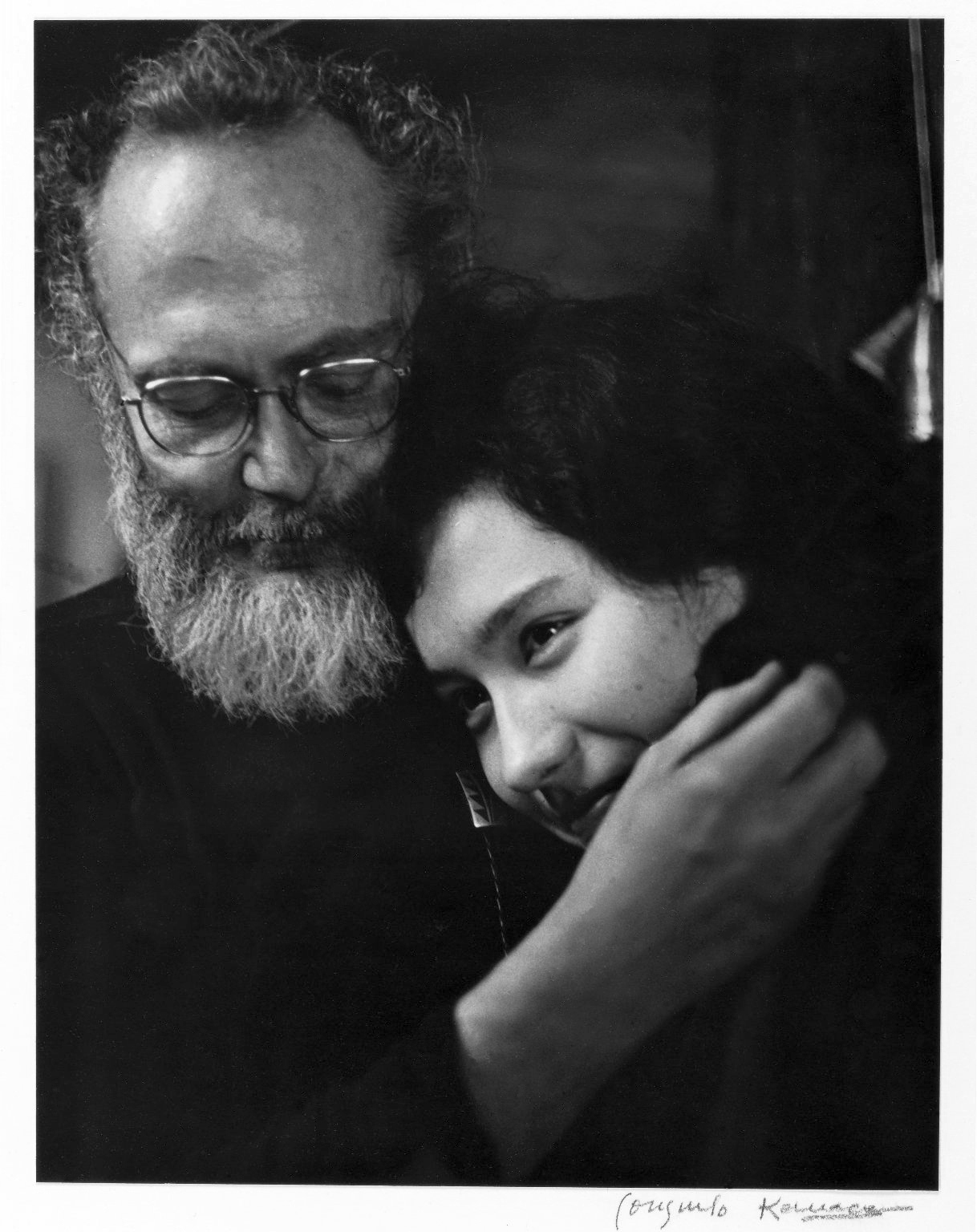
ユージン・スミス（左)／10月15日没

- 10月1日 - 佐々木耕郎、政治家（* 1895年）
- 10月7日 - 片山滉、俳優（* 1922年）
- 10月7日 - 伊奈信男、写真評論家（* 1898年）
- 10月8日 - ジム・ギリアム、メジャーリーガー（* 1928年）
- 10月9日 - 梶原茂嘉、農商務官僚・政治家（* 1900年）
- 10月10日 - 渋田黎明花、小説家・作詞家・俳人（* 1902年）
- 10月13日 - 占部秀男、労働運動家・政治家（* 1909年）
- 10月13日 - 中山福蔵、弁護士・政治家（* 1887年）
- 10月15日 - 玉川一郎、作家（* 1905年）
- 10月15日 - ユージン・スミス、水俣病を世界に紹介した写真家（* 1918年）

## （16日 - 31日）

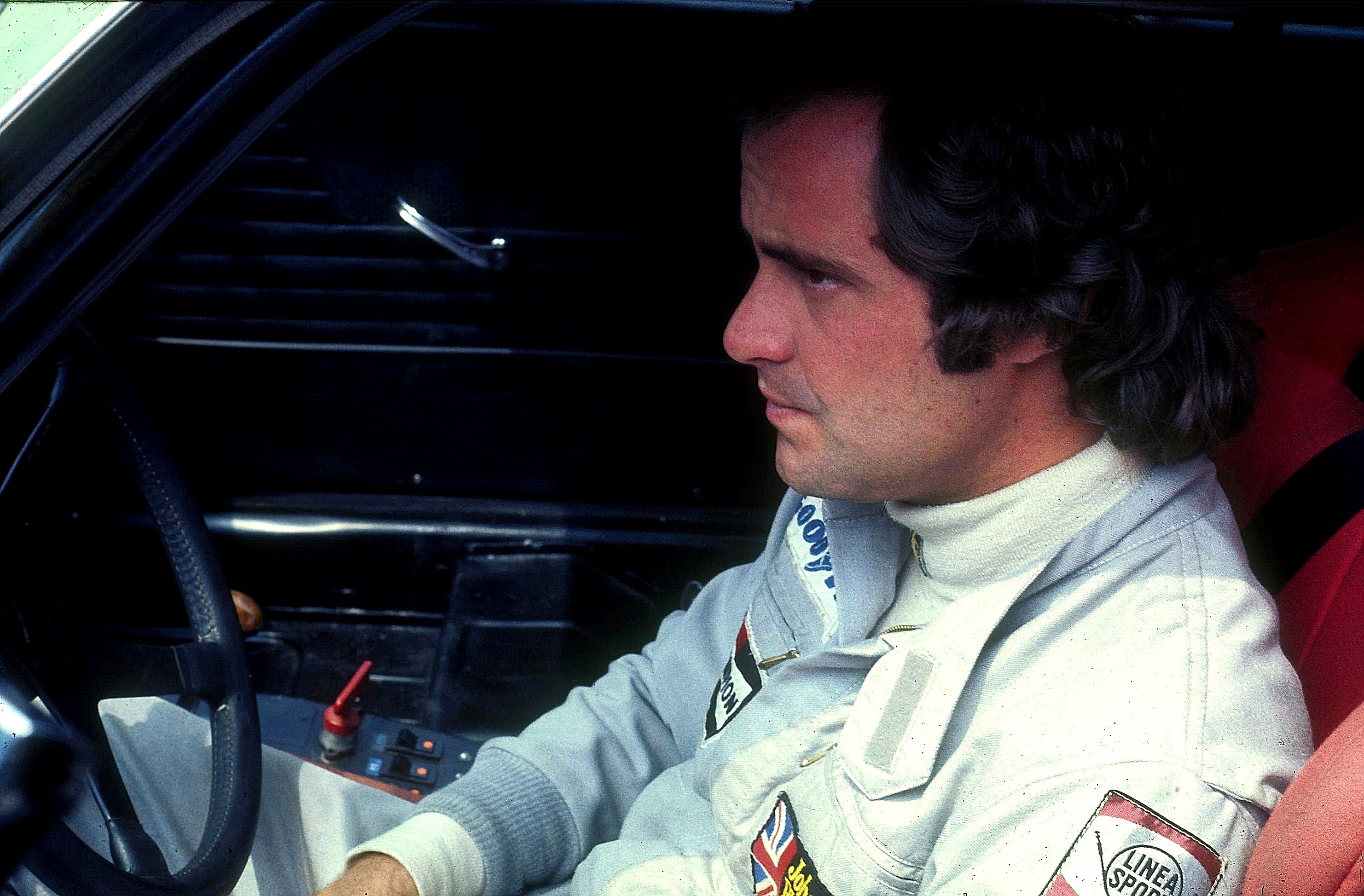
グンナー・ニルソン／10月20日没

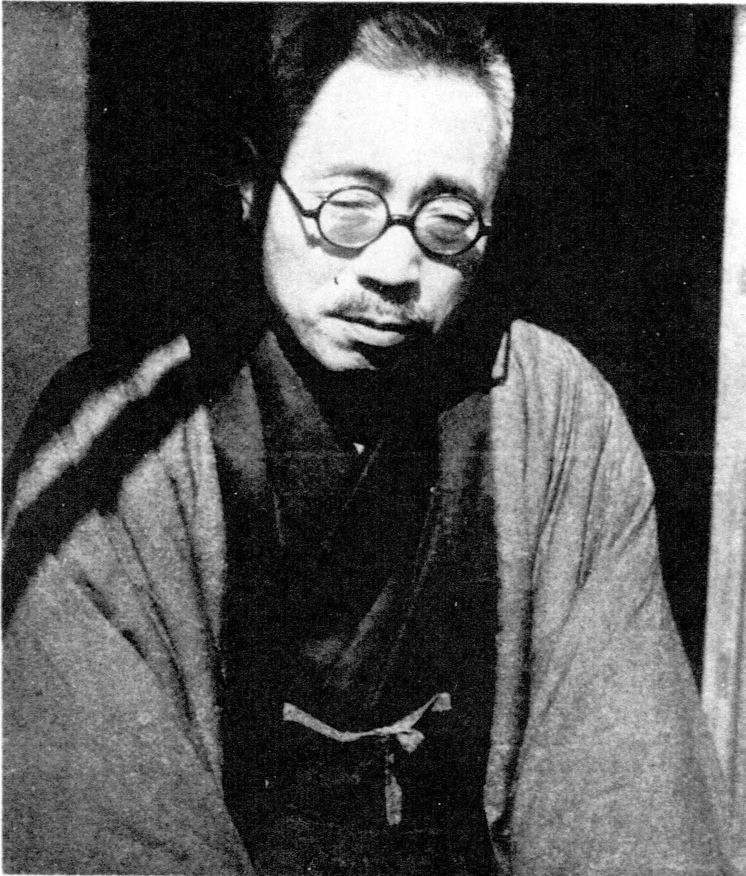
小牧近江／10月29日没

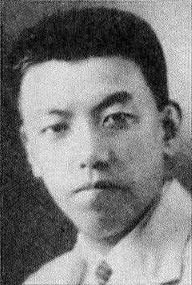
和知鷹二／10月30日没

- 10月16日 - 館岡栗山、日本画家（* 1897年）
- 10月16日 - 三瓶孝子、経済史学者（* 1905年）
- 10月18日 - 仲宗根源和、政治家（* 1895年）
- 10月18日 - 岩倉具実、言語学者・同志社大学名誉教授（* 1905年）
- 10月19日 - 瀬戸山登一、法学者（* 1930年）
- 10月20日 - 武藤武雄、労働運動家・政治家（* 1916年）
- 10月20日 - グンナー・ニルソン、F1ドライバー（* 1948年）
- 10月22日 - 上塚司、政治家（* 1890年）
- 10月23日 - 簗瀬真琴、陸軍軍人（* 1892年）
- 10月23日 - 千島喜久男、生物学者・医学博士（* 1899年）
- 10月23日 - 平修二、機械工学者（* 1920年）
- 10月25日 - 島村三七雄、洋画家（* 1904年）
- 10月29日 - 小牧近江、フランス文学者・翻訳家（* 1894年）
- 10月30日 - 和知鷹二、陸軍軍人（* 1893年）